# Sándor Galimberti
Sándor Galimberti (* 31. Mai 1883 in Kaposvár, Österreich-Ungarn; † 20. Juli 1915 in Budapest) war ein zu Beginn des 20. Jahrhunderts lebender ungarischer Maler, der von der Kunstgeschichte zu den Ungarischen Wilden (Fauves hongrois) gezählt wird.

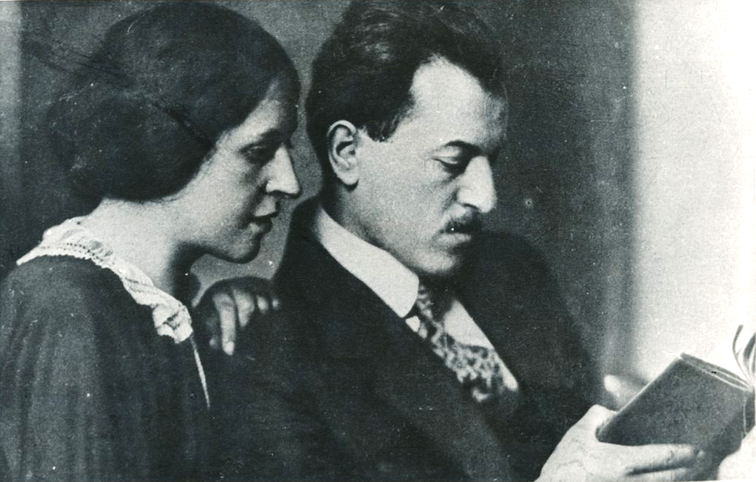
Valéria Dénes und Sándor Galimberti

## Leben
1903 begegnete er seiner zweiten Ehefrau, der Künstlerin Valéria Dénes, als er noch bei István Réti in Nagybánya studierte. Danach ging er nach München, um an der privaten Kunstschule von Károly Ferenczy zu studieren. Im Jahre 1910 zog das Paar nach Paris. Galimberti stellte zwischen 1908 und 1913 regelmäßig im Pariser Herbstsalon und im Salon des Indépendants aus.
Die Stile der beiden näherten sich einander an, obgleich die Werke von Valéria Dénes stark von Matisse beeinflusst wurden. Dénes hatte zwei Jahre lang die Academie Matisse in Paris besucht, bevor sie Galimberti kennengelernt hatte. Bei Ausbruch des Ersten Weltkrieges kehrte das Paar über Amsterdam und Scheveningen nach Ungarn zurück, wo Galimberti sich aus Gram über den frühen Tod seiner Frau an deren Begräbnistag umbrachte.

## Werke (Auswahl)

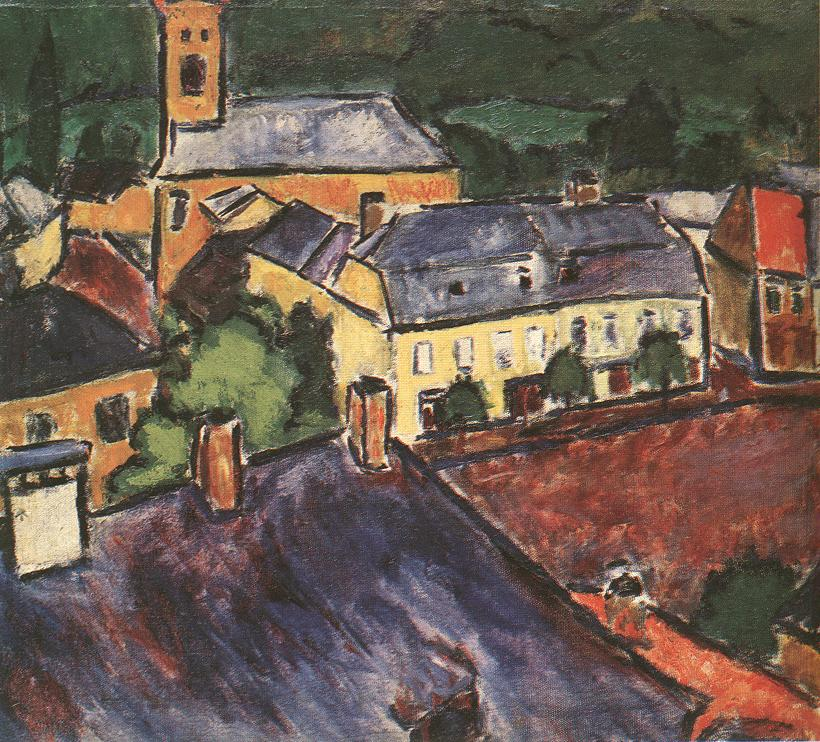
Nagybánya (ca. 1910),
72,5 × 80,5 cm, Ungarische Nationalgalerie

- um 1906: Stillleben mit Früchten. Öl auf Leinwand, 62 × 62 cm, Historisches Museum des  Komitats Nógrád, Salgótarján, Ungarn.
- 1906/1907: Straßenszene aus Nagybánya. Öl auf Leinwand, 64 × 75 cm, Rippl-Rónai-Múzeum, Kaposvár.
- um 1908: Interieur mit Thonet-Sessel. Öl auf Leinwand, 65,5 × 76 cm, Privatbesitz.
- 1908–1910: Hausdächer, Öl auf Leinwand, 65,5 × 75 cm, Jószef Rippl-Rónai Múzeum, Kaposvár.
- ca. 1910: Városkép (Nagybánya). Öl auf Leinwand, 72,5 × 80,5 cm, Magyar Nemzeti Galéria (Ungarische Nationalgalerie), Budapest
- 1911: Motiv aus Nagybánya. Öl auf Leinwand, 90 × 130 cm, Janus Pannonius-Múzeum, Pécs
- 1914/1915: Amsterdam. Öl auf Leinwand, 92 × 92,5 cm, Janus-Pannonius-Museum, Pécs

## Ausstellungen (Gesamtdarstellungen derWilden Ungarn)
- 2006: Budapest - Nationalmuseum: Les fauves hongrois de Paris a Nagybánya 1904 - 1914; anschließend in zwei weiteren Städten in Frankreich unter anderem im Musée départemental Matisse in Le Cateau-Cambrésis
- 2009: Dijon, Musée des Beaux Arts: Fauves hongrois, La leçon de Matisse (1904 - 1914)
- 2010/2011: Brüssel, Hôtel de Ville: Dialogue des fauves
- Steven A. Mansbach u. a. [Hrsg.], Santa Barbara Museum of Art:  Standing in the tempest. Painters of the Hungarian Avant-garde 1908 - 1930, Cambridge, Mass. [u. a.]  : MIT Pr. , 1991 ISBN 0-262-13274-5